# Inge Ellegaard
Inge Ellegaard (født 6. februar 1953 i Horne, død 25. august 2010) var en dansk kunstmaler og illustrator, der var en del af 'de unge vilde' i 1980'erne. Hun er blandt andet kendt for malerier af blomster og menneskekroppe, ofte med baggrunde bestående af tern.

## Karriere
Ellegaard blev først uddannet på Skolen for Brugskunst (1972-1976) og senere på Det Kongelige Danske Kunstakademi (1976-1982) med blandt andet Albert Mertz som lærer.
Hun debuterede på Charlottenborg Forårsudstilling i 1976 og var senere med på 'de unge vildes' udstillinger Kniven på hovedet (1982),  Uden titel – de unge vilde på Aarhus Kunstmuseum (1983) og De unge vilde på Esbjerg Kunstpavillon (1984).
Hun er repræsenteret på mange af de danske kunstmuseer, heriblandt Horsens Kunstmuseum, Sorø Kunstmuseum (der 2024-2025 har en soloudstilling med hendes  værker) og ARoS.

## Hæder og priser
- Jens Søndergaard og hustrus Mindelegat, 1995[1]
- Eckersberg Medaillen, 2009[3]